# Августа Мария фон Шлезвиг-Холщайн-Готорп
Августа Мария фон Шлезвиг-Холщайн-Готорп (на немски: Augusta Maria von Schleswig-Holstein-Gottorf; * 6 февруари 1649, Готорп, † 25 април 1728, Дурлах) от фамилията Дом Олденбург, е чрез женитба маркграфиня на Баден-Дурлах (1677 – 1709).

## Произход
Тя е дъщеря на Фридрих III (1647 – 1709), херцог на Холщайн-Готорп, и на херцогиня Мария Елизабет Саксонска (1610 – 1684), дъщеря на Йохан Георг I, курфюрст на Саксония.

## Фамилия
Августа Мария се омъжва на 15 май 1670 г. в Хузум за маркграф Фридрих VII Магнус фон Баден-Дурлах (1647 – 1709). Те имат децата: 
- Фридрих Магнус (* 13 януари 1672, † 24 февруари 1672)
- Фридерика Августа (* 21 юни 1673, † 27 юли 1674)
- Христина София (* 17 декември 1674, † 22 януари 1676)
- Клавдия Магдалена Елизабет (* 15 ноември 1675, † 18 април 1676)
- Катарина (* 10 октомври 1677, † 11 август 1746), омъжва се на 19 юни 1701 за граф Йохан Фридрих фон Лайнинген-Дагсбург-Харденбург (1661 – 1722)
- Карл III Вилхелм (* 17 януари 1679, † 12 май 1738), маркграф на Баден-Дурлах, женен 1697 г. за Магдалена Вилхелмина от Вюртемберг (1677 – 1742), дъщеря на херцог Вилхелм Лудвиг от Вюртемберг.
- Йохана Елизабет (* 3 октомври 1680, † 2 юли 1757), омъжва се на 16 май 1697 за Еберхард IV Лудвиг фон Вюртемберг (1676 – 1733)
- Албертина Фридерика (* 3 юли 1682, † 22 декември 1755), омъжва се на 3 септември 1704 за Христиан Август фон Шлезвиг-Холщайн-Готорп (* 11 януари 1673, † 24 април 1726), от 1705 княжески епископ на Любек
- Христоф (* 9 октомври 1684, † 2 май 1723)
- Шарлота София (* 1 март 1686, † 5 октомври 1689)
- Мария Анна (* 9 юли 1688, † 8 март 1689)